# Diachrysia decorata
Diachrysia decorata är en fjärilsart som beskrevs av Franz Dannehl 1933. Diachrysia decorata ingår i släktet Diachrysia och familjen nattflyn. Inga underarter finns listade i Catalogue of Life.